# Rumex arcticus
La paradella àrtica (Rumex arcticus) és una planta perenne nativa d'Alaska. Les seues fulles són part important de la dieta dels natius de la zona, que en inuktitut s'anomena naka. A l'estiu assumeix una coloració blanquinosa. Manté les fulles a l'hivern.

## Etimologia
- Rumex: probablement provinga del nom llatí per a la paradella cultivada. El nom va ser usat per Plini el Vell, i deriva probablement de rumo (xuclar o xuplar), al·ludint a la pràctica entre els romans de xuplar les fulles per alleujar la set.[3]
- articus: artik, en referència al pol nord celest, del francès antic artique i directament del llatí medieval articus, del llatí arcticus, del grec arktikos (del nord, literalment, de la constel·lació de l'os), de arktos (ós, ossa major, la regió del nord). L'Ossa era la constel·lació circumpolar nord més coneguda. La forma rkto-, és l'arrel indoeuropea habitual d'"ós".[4]

## Descripció
Plantes perennes, glabres o quasi, amb arrels fusiformes i obliqües, ocasionalment presenta un rizoma horitzontal i curt. Les tiges són erectes, simples o ramificades com a molt en tres rames, i amb poques secundàries relativament curtes, de 10-100 cm de llargària. Les fulles tenen una òcrea caduca o parcialment persistent a la maduresa. Les fulles són estretament lanceolades o oblonga-lanceolada, normalment de 5-20 × 1,5-5 cm, amb la base cuneada per àmpliament cuneada, rarament truncada o feblement cordada. Els marges són sencers i rarament repands, amb l'àpex agut o subagut. La inflorescència és terminal, i ocupa la meitat o el terç més distal de la tija de manera interrompuda, és racemosa, simples o quasi. Les branques de la qual presenten normalment menys de 7-8 cm. Els pedicels articulats en el terç més proximal, filiformes, de 5-17 mm, normalment no més de 2-2,5 vegades més llargs que els tèpals interiors. L'articulació és feblement evident, no està inflada. Les flors estan agrupades en 7 a 15 verticils. Els tèpals són interns i ovats, mesuren 4,5-8 × 4-7 mm, amb la base truncada o lleument cordada, amb els marges sencers, i l'àpex obtús o subagut. No tenen tubercles. El fruit és un aqueni marró rogenc, 3-4 × 1,5-2 mm. Floreix a finals de primavera-estiu. El seu nombre cromosòmic és 2n = 40, 120 (ocasionalment 170 o 200). Normalment són tetraploides.

## Hàbitat i distribució
Habita en la tundra humida, pantans, valls fluvials, riberes i vessants sorrenques i gravoloses, fins als 1000 msnm. Creix en sòls amb baixa matèria orgànica.
Té una distribució àrtica i subàrtica (Nunavut, el Yukon, Alaska, el nord-est d'Europa i el nord d'Àsia).

## Composició química
Les plantes poden contenir alts nivells d'àcid oxàlic, que és el que dona a les fulles de molts dels membres d'aquest gènere aquesta aroma àcida de llimona. Perfectament bo en petites quantitats, les fulles no han de ser consumides en grans quantitats, ja que l'àcid oxàlic pot bloquejar altres nutrients continguts en els aliments, especialment el calci, per la qual cosa es pot donar deficiències minerals. El contingut en àcid oxàlic es reduirà si la planta es cuinada. Les persones amb una tendència al reumatisme, l'artritis, la gota, els càlculs renals o gastritis han de tenir especial precaució si s'inclou aquesta planta en la seua dieta, ja que pot agreujar la seua condició.

## Usos
Les fulles i les tiges jóvens, i les llavors són mengívoles, tant crues com cuites com si foren espinacs. El seu sabor àcid recorda al del ruibarbre. Són una bona font de vitamina A i C. Té propietats astringents, per això tradicionalment fulles i tiges s'empraven com a tractament de la diarrea. Les fulles verdes i les tiges roges es recol·lectaven per separat, es bullien en aigua i s'utilitzaven per a fer begudes, una rogenca i una altra verdosa. El sabor de les dues begudes és el mateix.